# گلوستر ۶
گلوستر ۶ (به انگلیسی: Gloster_VI) یک هواگرد ملخ‌پیشین تک‌موتوره از نوع دریایی سرعتی ساخت شرکت Gloster است. این هواگرد در سال ۱۹۲۹ میلادی رسماً معرفی گردید. در مجموع، تعداد ۲ فروند از این هواگرد ساخته شده‌است.